# 5606 (année hébraïque)
5606 (hébreu : ה'תר"ו , abbr. : תר"ו) est une année hébraïque qui a commencé à la veille au soir du 2 octobre 1845 et s'est finie le 20 septembre 1846. Cette année a compté 354 jours. Ce fut une année simple dans le cycle métonique, avec un seul mois de Adar. Ce fut la sixième année depuis la dernière année de chemitta.

## Calendrier
Ce calendrier hébraïque de l'année 5606 donne les correspondances avec les dates du calendrier grégorien.
Le premier nombre dans chaque case correspond au jour du mois hébraïque. Les jours en couleurs sont des jours remarquables juifs .
| ◄◄ | 5606 | ►► |

## Décès
- Heimann Joseph Michael

5601 - 5602 - 5603 - 5604 - 5605 - 5606 - 5607 - 5608 - 5609 - 5610 - 5611